# Han Groo
Dans ce nom coréen, le nom de famille, Han, précède le nom personnel.
Pour les articles homonymes, voir Han.
Han Groo, nom de scène de Min Han-groo (coréen : 민한그루), née le 29 mai 1992 à Namyangju, est une chanteuse et actrice sud-coréenne.

## Biographie
Le père de Han Groo est réalisateur de publicités télévisées et sa mère est mannequin professionnelle, ce qui la familiarise et naturellement attirée par le show business dès son plus jeune âge. En 2002, sa famille déménage aux États-Unis, en Californie, elle va à l'Acacia Elementary School, dans le comté de Ventura, puis à la Ladera Vista Junior High School. Han Groo excelle dans ses études universitaires, au point qu'elle remporte un President's Education Awards Program en 2003. Elle apprend la danse au collège, remportant des prix lors de plusieurs concours de danse hip hop, de danse jazz et de claquettes.
Après quatre ans aux États-Unis, sa famille déménage à nouveau, cette fois en Chine, où Han Groo entre à l'École internationale d'art de Pékin. Elle parle couramment l'anglais et le chinois mandarin, tout en continuant à danser et à participer à diverses activités telles que l'équitation, les arts martiaux, l'escrime et le golf. La famille de Han Groo reste en Chine pendant encore quatre ans avant de retourner en Corée.

## Carrière
À son retour en Corée, Groo signe avec l'agence de gestion Climix Academy. Mais sur proposition de son agence, elle se lance dans une carrière de chanteuse en 2011 avec l'EP GROO ONE, suivi du single My Boy. Elle est nommée comme meilleure nouvelle artiste féminine aux Mnet Asian Music Awards en 2011. Han Groo admettra plus tard que jouer la comédie est sa véritable passion depuis le début, mais elle voulut saisir toutes les opportunités. Elle a du mal à se démarquer en tant que chanteuse, étant donné l'énorme niveau de concurrence dans l'industrie musicale coréenne, en particulier parmi les Girl groups qui suivent la révolution K-pop.
Plus tard en 2011, elle fait ses débuts d'actrice en décrochant le rôle principal dans Little Girl K, dans un casting de plus de 100 femmes. Le drame en trois épisodes, diffusé sur la chaîne câblée CGV, est centré sur un personnage semblable à Nikita qui jure de traquer l'assassin de sa mère et rejoint une organisation secrète qui la forme à devenir une assassine, tout en fréquentant le lycée. Han Groo réalise elle-même la plupart de ses cascades d'action.
Elle rejoint ensuite sa première série à une large diffusion, la série dramatique quotidienne de MBC Just Like Today, affirmant que lorsqu'elle lut le scénario, elle se sentit immédiatement attachée en raison des similitudes du personnage avec sa personnalité réelle. Après des seconds rôles dans The Scandal et One Warm Word, Han Groo revient au câble dans les comédies romantiques Can We Get Married? (2012) et Marriage, Not Dating (2014), incarnant des protagonistes féminines qui tombent amoureuses de célibataires ayant des problèmes d'engagement.
En juin 2022, Han signe avec SBD Entertainment, préfigurant un retour potentiel dans l'industrie du divertissement après sept ans d'absence pour élever sa famille.

## Vie privée
Han Groo épouse son compagnon anonyme, de neuf ans son aîné, cadre privé, en novembre 2015. En mars 2017, elle donne naissance à des jumeaux, un garçon et une fille. Le 27 septembre 2022, Han révèle qu'elle divorce après 7 ans de mariage. Han décide aussi de prendre la garde des jumeaux.

## Filmographie
Séries télévisées
- 2011 : Little Girl K
- 2011 : Just Like Today
- 2012 : Can We Get Married?
- 2013 : The Scandal
- 2013 : One Warm Word
- 2014 : Marriage, Not Dating
- 2014 : Super Daddy Yeol (caméo dans les épisodes 8 et 9)

## Discographie
- 2011 : GROO ONE (EP)
- 2011 : My Boy (single)
- 2011 : Girl K (single, générique de la série)
- 2011 : Just Like Today (single, générique de la série)